# Aceleración de marea

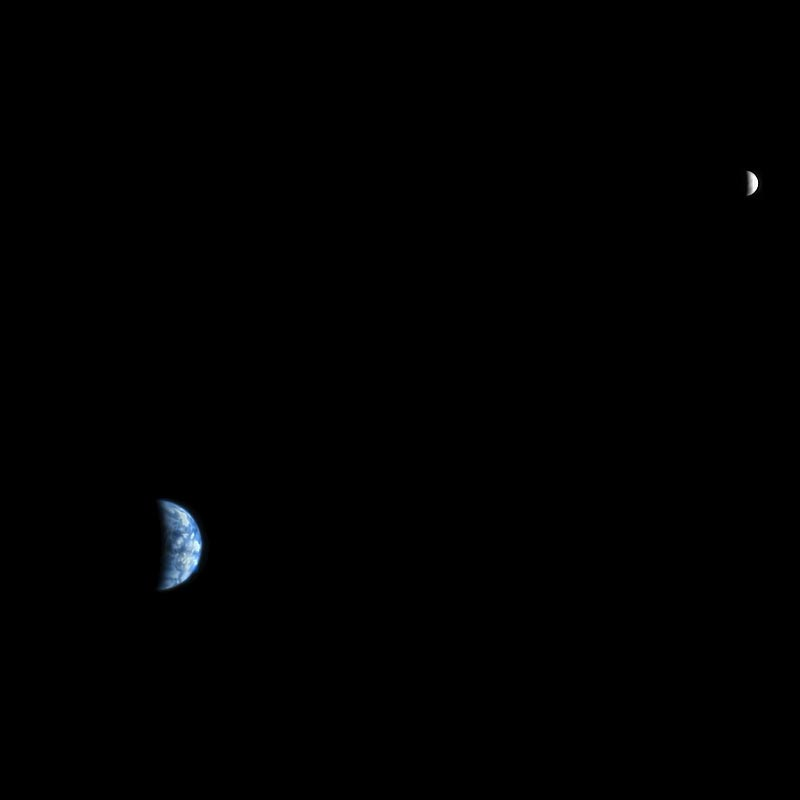
Imagen de la Tierra y la Luna tomada desde Marte. La presencia de la Luna (que es de alrededor de 1/81 de la masa de la tierra), está desacelerando la rotación de la Tierra y la duración del día en torno a 2ms cada cien años.

La aceleración de marea es un efecto originado por la fuerza de marea, que es producida por un satélite natural en órbita (en nuestro caso, la Luna) sobre un planeta primario que es orbitado (en nuestro caso, la Tierra). Ésta aceleración, es comúnmente negativa a causa de la disminución gradual de la velocidad de rotación del objeto primario y al alejamiento progresivo del satélite. El proceso finalmente conduce a la fijación de marea o anclaje mareal (la fijación de marea es un término astronómico que describe un cuerpo celeste que gira alrededor de otro cuerpo con una cara siempre hacia el cuerpo que está orbitando) del más pequeño primero, y más tarde del cuerpo más grande. El sistema Tierra-Luna es el caso mejor estudiado.
Existe un proceso similar a la aceleración de marea, se da en satélites cuyo periodo orbital es más corto que el periodo orbital del objeto que orbitan, o que orbitan en dirección antihoraria.

## Sistema Tierra-Luna

### Historia del descubrimiento de la aceleración secular
Edmon Halley fue el primero en sugerir, en 1695, la idea de que el movimiento medio de la Luna era aparentemente cada vez más rápido, en comparación con antiguas observaciones de eclipses, aunque no dio datos específicos. (En la época de Edmon Halley todavía no se conocía lo que en realidad estaba ocurriendo, pues incluía una ralentización de la velocidad de rotación de la Tierra. Vea también Tiempo de efemérides. Cuando se mide en función del tiempo solar medio en lugar de en tiempo uniforme, el efecto aparenta ser una aceleración positiva.) En 1749 Richard Dunthorne confirmó las sospechas de Edmon Halley después de reexaminar antiguos registros, y produjo la primera estimación cuantitativa de la magnitud de este efecto aparente: una tasa de +10" (segundos de arco) por siglo de longitud lunar (un resultado sorprendentemente bueno para su época, no muy diferente de los valores calculados más tarde, por ejemplo, en el año 1786 por de Lalande, y comparándolo con los valores desde 10" a casi 13" que se calcularon un siglo más tarde.)
Pierre-Simon Laplace produjo, en 1786, un análisis teórico que da una base sobre la cual el movimiento medio de la Luna debería acelerarse sobre la base de los cambios perturbacionales en la excentricidad de la órbita de la Tierra alrededor del Sol. El cálculo inicial de Laplace representó todo el efecto, por lo que parecía haber unido así en su teoría tanto las observaciones modernas como las antiguas.
Sin embargo, en 1854, J C Adams hizo una pregunta que volvería a abrir la teoría al encontrar un error en los cálculos de Laplace: resultó que sólo la mitad de la aparente aceleración de la Luna podría explicarse sobre la base de la teoría de Laplace por el cambio en la excentricidad de la órbita de la Tierra. La búsqueda de Adams provocó una fuerte controversia astronómica que duró algunos años, pero la exactitud de su resultado, acordado por otros astrónomos matemáticos incluyendo a C E Delaunay, fue finalmente aceptada. La cuestión dependía del correcto análisis de los movimientos lunares, pero se topó con una complicación adicional con otro descubrimiento que se encontró al mismo tiempo, otra perturbación significativa a largo plazo que se había calculado para la Luna (supuestamente debido a la acción de Venus) también fue errónea, se encontró al reexaminar dicha teoría y pasó a ser casi insignificante, por lo que prácticamente tuvo que desaparecer de la teoría. Parte de la respuesta se sugirió de manera independiente en la década de 1860 por Delaunay y William Ferrel: El retraso de la velocidad de rotación de la Tierra causado por las mareas alargaba la unidad de tiempo, causando una aceleración lunar que era sólo aparente.
La comunidad astronómica tardó un tiempo en aceptar esta realidad y la magnitud de los efectos de marea. Pero con el tiempo se hizo evidente que influyen tres efectos, cuando se mide en términos de tiempo solar medio. Además de los efectos de los cambios perturbacionales de la excentricidad orbital de la Tierra, tal como se descubrió por Laplace y corregida por Adams, hay dos efectos de marea (una combinación sugerida por Emmanuel Liais). En primer lugar hay un retraso real de la velocidad angular del movimiento orbital de la Luna, debido al intercambio del momento angular originado por las mareas entre la Tierra y la Luna. Esto aumenta el momento angular de la Luna alrededor de la Tierra (la Luna se mueve a una órbita más alta, con un período más lento). En segundo lugar existe un aparente aumento en la velocidad angular de movimiento orbital de la Luna (cuando se mide en términos de tiempo solar medio). Esto surge de la pérdida de momento angular de la Tierra y el consiguiente aumento de la longitud del día.

Un diagrama del sistema Tierra-Luna mostrando como la protuberancia de marea es empujada por la rotación de la Tierra. Esta deformación ejerce un torque neto sobre la luna acelerándola mientras se ralentiza la rotación terrestre

### Efectos de la gravedad lunar
Debido a que la masa de la Luna resulta ser una fracción muy considerable de la Tierra, (en torno a 81 veces menor, relación de tamaño muchísimo mayor que la existentes entre otros planetas del sistema solar y sus satélites), ambos cuerpos pueden ser considerados como un planeta doble, en vez de un sistema simple de planeta con satélite. El plano de la órbita de la Luna alrededor de la tierra es bastante parecida y casi paralela al de la órbita del Sol con la Tierra, lo cual resulta una diferencia notable con otros satélites planetarios que orbitan perpendicularmente al citado plano. En este caso particular, ello influye en que la gravedad ejercida por la luna deforme la tierra y arrastre a su paso en el movimiento de translación al agua de los océanos de la Tierra. Así mismo, también existe un abombamiento en el lado terrestre más alejado de la luna, y que es causado por la fuerza centrífuga ejercida en el baricentro gravitacional del sistema Tierra-Luna. El abultamiento producido por la marea, está sincronizado con la órbita lunar, aunque visualmente, el abultamiento de la marea se dispone algo más adelantado con respecto a la posición lunar, debido al efecto de la rotación terrestre en sentido antihorario. Como consecuencia directa, existe una sustancial cantidad de masa en forma de agua desplazada con respecto a la perpendicular formada por la línea directa entre la Tierra y la luna, este desfase, entendido como una porción del empuje gravitacional entre la Tierra y la Luna, obliga a este sistema planetario a autorregularse para mantenerse estable, dando lugar con ello a dos consecuencias: la rotación terrestre se desacelera progresivamente, y la Luna se aleja de la Tierra también progresivamente.
Este proceso produce consecuencias más allá de las descritas. Un día solar, cuyo tiempo nominal es de 86400 segundos de duración, está continuamente alargándose con relación a cuando fue establecido por primera vez en el Sistema Internacional de Unidades. A través de relojes atómicos. (La unidad del Segundo, ya era algo más corta en aquel entonces con relación a su valor actual de tiempo astronómico.) Esta pequeña diferencia, acumulada día tras día, nos lleva a incrementar la diferencia entre el tiempo universal coordinado o UTC, y el tiempo atómico, medido a través de relojes atómicos de gran precisión. Estos desajustes, hacen que cada cierto tiempo haya que realizar un eventual ajuste para resincronizar ambos tiempos.
Aparte del efecto de las mareas oceánicas, también existe un componente en la desaceleración terrestre causado por la flexión de la corteza terrestre, aunque tiene un valor dentro del total de la desaceleración producida poco significativo de sólo un 4% diluido, en parte, por la disipación de fuerzas en forma de calor.
Si ignorásemos efectos secundarios de la aceleración de marea, esta aceleración continuaría progresivamente hasta igualar los períodos rotacionales orbitales de la Tierra y la Luna. Esto, finalmente, haría que la Luna estuviese algo más adelantada del lugar fijo que le correspondería en la Tierra. Una situación similar a esta, ya se da en el sistema de Plutón y su satélite Caronte.
La aceleración de marea, es uno de los ejemplos en la dinámica del Sistema Solar de la llamada perturbación secular de una órbita. O sea, una perturbación que crece de manera continuada en el tiempo, pero que no es periódica ni regular. Hasta un alto grado de aproximación, las perturbaciones gravitacionales mutuas entre los planetas mayores o menores sólo causan variaciones periódicas en sus órbitas, lo cual quiere decir que los parámetros oscilan entre unos valores máximos y mínimos determinados. El efecto de las mareas da lugar a un término cuadrático en las ecuaciones, lo que conduce a un crecimiento ilimitado. En las teorías matemáticas de las órbitas de los planetas que forman la base de las efemérides, términos seculares de orden cuadrática y superior se dan, pero la mayoría de ellas se pueden explicar a través de las explicaciones de las series de Taylor en términos de grandes periodos de tiempo. La razón por la cual los efectos de marea son diferentes es que a pesar de las perturbaciones gravitacionales, la fricción es un componente esencial en la aceleración de marea, lo que lleva a una permanente pérdida de energía en forma de calor, o en otras palabras, no podemos hablar de un sistema Hamiltoniano en este caso.

### Momento angular y energía
La torsión mecánica gravitacional entre la Luna y el abultamiento de la marea de la Tierra hace que la Luna sea atraída constantemente a una órbita ligeramente más alta y que se desacelere la velocidad de rotación de la Tierra. Al igual que en cualquier proceso físico en un sistema aislado, la energía total y el momento angular se conserva. Efectivamente, la energía y el momento angular se transfieren de la rotación de la Tierra al movimiento orbital de la Luna (sin embargo, la mayor parte de la energía que se pierde en la Tierra, -3.321 TW, se convierte en calor por la fricción entre los océanos y la parte sólida de la Tierra, solamente transfiriendo alrededor de 0,121 TW a la Luna). La Luna se aleja de la Tierra (38,247 ± 0,004 mm / año), por lo que aumenta su energía potencial (así como en la gravedad de la Tierra). La luna se queda en órbita, y gracias a la 3 ª ley de Kepler se deduce que su velocidad angular en realidad disminuye, por lo que la acción de las mareas en realidad provoca una desaceleración angular en la Luna, es decir, una aceleración negativa (-25.858 ± 0.003 "/ siglo²) de su rotación alrededor de la Tierra. Aunque su energía cinética disminuya, su energía potencial aumenta por una cantidad más grande.
El momento angular de rotación de la Tierra disminuye y como consecuencia aumenta la duración de los días. El abultamiento total de marea generado en la Tierra es arrastrado por delante de la Luna dado que el giro de la Tierra es más rápido. Es necesaria la fricción de marea para arrastrar y mantener el abultamiento de la marea hacia la Luna, esto disipa el exceso de energía generada por el intercambio de energía rotacional y orbital entre la Tierra y la Luna en forma de calor. Si la fricción y disipación de calor no estuviesen presentes, la fuerza gravitatoria de la Luna sobre el abultamiento de la marea se sincronizaría rápidamente con la Luna (en alrededor de dos días), y esta ya no se alejaría. La mayor parte de la disipación se produce en una turbulenta capa que limita con el fondo de mares poco profundos, tales como los arrecifes europeos en torno a las islas británicas, los arrecifes de la patagonia en Argentina, o el Mar de Bering.
La disipación de energía en la fricción de marea es de alrededor de los 3,75 TW, de los cuales 2,5 TW son del principal componente M2 lunar y el restante de otros componentes, tanto lunar como solar.
Un abultamiento de la marea equilibrada no existe realmente en la Tierra debido a que los continentes no permiten que esta solución matemática tenga lugar. En realidad, las mareas oceánicas giran alrededor de las cuencas de los océanos como grandes giros oceánicos alrededor de varios puntos anfidrómicos donde no existe la marea. La Luna atrae a cada ondulación individual mientras la Tierra gira -algunas ondulaciones están por delante de la Luna, otros están detrás de ella, mientras que otros están a ambos lados. Estas "protuberancias" que la Luna atrae (y que atraen a la Luna) son el resultado de la integración de todas las ondulaciones de los océanos del mundo.

### Evidencia histórica
Estos mecanismos han estado en funcionamiento desde hace más de 4500 millones de años, desde el primer momento en el que se formaron los océanos en la tierra. Hay evidencias tanto geológicas como paleontológicas de que la tierra rotó en el pasado a una velocidad mayor que en la actualidad, y de que la Luna estuvo más cerca de la tierra que ahora. Los ritmos cambiantes de las mareas han ido alternando sucesivamente las capas de arena y limo establecidas en alta mar. Esto es comprobable en sitios como estuarios, en los que debido a su naturaleza, son sometidos a grandes flujos de marea. Esta acumulación geológica es consistente, con las condiciones de hace 620 millones de años. El día tenía una duración aproximada de 22 horas, cada año tenía en torno a 13 meses y había unos 400 días por año. La longitud del año mantenida se ha mantenido virtualmente intacta durante este periodo, lo cual es explicado a través de la no evidencia en cambios sobre la constante gravitatoria. El promedio de distanciamiento entre la Tierra y la Luna se encuentra en torno a 2.17±0.31 cm/año, cifra que se estima en torno a la mitad del valor actual.

### Descripción cuantitativa del caso Tierra-Luna

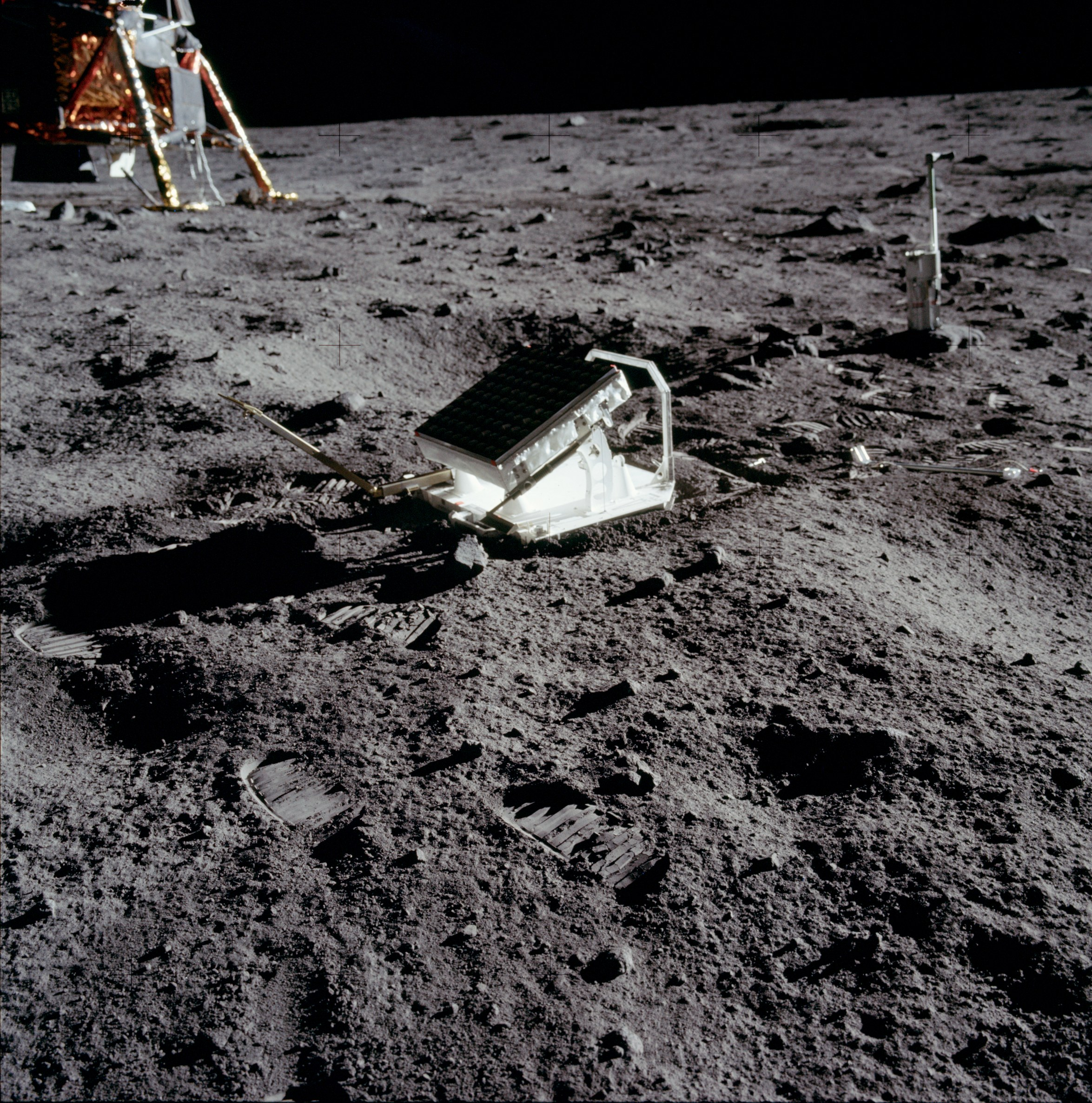
Reflectores usados en las mediciones láser que fueron dejados en la Luna en una de las muchas misiones lunares.

El movimiento lunar puede ser seguido con gran precisión gracias al sistema de seguimiento láser basado en reflectores que se dejaron en la Luna en las sucesivas misiones Apolo que se sucedieron entre 1969 a 1972 y por el Lunojod 2 en 1973. A través de la medición del tiempo de desplazamiento de un haz de láser, es posible conseguir una medición realmente precisa de la distancia entre la Tierra y la Luna. Estas mediciones están basadas en las ecuaciones del movimiento, lo cual proporciona valores numéricos para la desaceleración secular de la Luna, a saber: aceleración negativa en longitud y la tasa de cambio del semieje mayor de la elipse Tierra-Luna. Desde el período de 1970-2007, los resultados fueron:
−25.858±0.003 arcos de minuto/siglo² en longitud eclíptica
+38.247±0.004 mm/año en la distancia media Tierra-Luna
Estas pruebas arrojaron un resultado consistente en conjunto con un sistema similar llamado Satélite Láser de Rango, SLR (Satellite Laser Ranging, por sus siglas en inglés), aplicado a los satélites artificiales que orbitan la tierra, que proporciona un modelo sólido para el campo gravitatorio terrestre, incluyendo las anomalías causadas por las mareas. Este modelo prevé con precisión cambios en el movimiento lunar.
Por último, observaciones realizadas en épocas remotas sobre eclipses solares, ofrecen una posición relativamente ajustada de la Luna en aquellos momentos. Estudios posteriores han corroborado la corrección de estas informaciones.
La otra consecuencia de la aceleración de marea, es la desaceleración de la rotación terrestre. Rotación, que es de alguna manera errática a lo largo de la escala del tiempo (desde horas hasta siglos) debido a varias causas. El pequeño efecto producido por las mareas, no es observable en pequeños periodos de tiempo, pero este efecto acumulativo en el tiempo es fácilmente medible con relojes estables, como por ejemplo los relojes atómicos (un pequeño desajuste de varios milisegundos al día, es difícilmente detectable a corto plazo, pero con el paso de los siglos, este se hace más evidente.) Desde un eventual momento pasado, más días y horas han pasado (entendiéndolas desde una medición basada en rotaciones terrestres) de lo que podrían ser medidos un por un reloj atómico calibrado al día de hoy, con una mayor longitud del día. (Tiempo de efemérides). Esto es conocido como ΔT. Pueden obtenerse valores recientes desde el Servicio Internacional de Rotación de la Tierra y Sistemas de Referencia (IERS, por sus siglas en inglés). La tabla con los valores actuales de la longitud del día en los siglos pasados está también disponible.
A partir de los cambios observados en la órbita lunar, el cambio correspondiente a la longitud del día terrestre puede ser calculada:
+ 2.3 ms/siglo
Desde que se tiene constancia de las mediciones, unos 2700 años, el valor promedio hallado ha sido:
1.70 ± 0.05 ms/siglo
El correspondiente valor acumulado es una parábola teniendo un coeficiente dado de:
ΔT = +31 s/siglos²
Opuesto a la desaceleración terrestre encontramos un mecanismo por el cual se produce la aceleración terrestre. La tierra no es una esfera perfecta, en lugar de eso, es un elipsoide que se encuentra achatado por los polos. SLR ha mostrado que este achatamiento en los polos está en decrecimiento. La explicación a ello, es que en la edad de hielo, grandes masas de hielo acumuladas en los polos, comprimieron las rocas subyacentes. La masa de hielo comenzó a disminuir a lo largo de los siguientes 10000 años, pero entonces, la corteza terrestre no estaba en equilibrio hidrostático, y estaba en periodo de recuperación (Se estima que este periodo llegó a ser de unos 4000 años). Como consecuencia de esto, se incrementó el diámetro polar de la Tierra, y ya que la masa y la densidad siguen siendo los mismos, el volumen sigue siendo el mismo, por lo que el diámetro ecuatorial siguió disminuyendo. Como consecuencia de esto, la masa de hielo se acercó aún más al eje de rotación de la Tierra, lo cual quiere decir que su momento de inercia decreció manteniendo el mismo momento angular durante todo el proceso, y dando lugar a que el ritmo de rotación se incrementase. Puede ilustrarse con el ejemplo visual de los patinadores de hielo que empiezan a girar sobre sí mismos, para al final, conseguir la máxima velocidad posible a medida que repliegan los brazos. Para el cambio observado, en el momento de inercia la aceleración de la rotación puede ser calculado: el valor promedio sobre los períodos históricos deben haber estado en torno a -0.6 ms/siglo. Esto explica en gran medida las observaciones históricas.

## Otros casos de aceleración de mareas
La mayoría de los satélites naturales de los planetas experimentan aceleración de marea en cierto grado (generalmente pequeño), excepto para dos clases de cuerpos con desaceleración de mareas. En la mayoría de los casos, sin embargo, el efecto es tan pequeño que, incluso después de miles de millones de años la mayoría de satélites no se pierden.
Probablemente el efecto más pronunciado que conocemos lo encontramos en Deimos, segunda luna de Marte, la cual puede que se convierta en un asteroide que pase cerca de la Tierra después de que se escape de la atracción de Marte. El efecto también se presenta entre los diferentes componentes de una estrella binaria.

## Desaceleración de mareas
Existen dos variantes:
1. Satélites rápidos: Algunas lunas interiores de planetas gaseosos gigantes y Fobos orbitan dentro del radio de órbita síncrona generando así que el periodo orbital sea más corto que la rotación de su planeta. En este caso, las protuberancias de marea creadas por la luna en su planeta quedan por detrás de la luna, y actúan para desacelerar su órbita. El efecto es un decaimiento de la órbita en esa luna que se mueve en espiral gradualmente hacia la órbita del planeta. La rotación del planeta también se acelera ligeramente en el proceso. En un futuro lejano, estas lunas colisionaran contra sus planetas o cruzarán su límite de Roche y serán despedazados en fragmentos. Sin embargo, todas estas lunas en el Sistema Solar son cuerpos muy pequeños y las protuberancias de marea creadas por estos en los planetas también son pequeños, por lo que el efecto suele ser débil y de la órbita decae lentamente. Las lunas afectadas son:
  - Alrededor de Marte: Fobos
  - Alrededor de Júpiter: Metis y Adrastea
  - Alrededor de Saturno: ninguna, a excepción de las partículas de los anillos (como Júpiter, Saturno es un rápido rotador, pero no tiene satélites lo suficientemente cerca)
  - Alrededor de Urano: Cordelia, Ofelia, Bianca, Crésida, Desdémona, Julieta, Porcia, Rosalinda, Cupido, Belinda y Perdita
  - Alrededor de Neptuno: Náyade, Talasa, Despina, Galatea y Larisa
2. Satélites retrógrados: Todos los satélites retrógrados experimentan desaceleración de marea hasta cierto punto porque el movimiento orbital de la Luna y la rotación del planeta se encuentran en direcciones opuestas, restaurando las fuerzas de sus abultamientos de marea. A diferencia del caso anterior (satélites rápidos) es que la rotación del planeta también se hace más lenta en lugar de acelerarse (el momento angular aún se conserva debido a que en este caso, los valores de la rotación del planeta y la órbita de la luna tienen signos contrarios). El único satélite del Sistema Solar para el que este efecto no es despreciable es la luna de Neptuno, Tritón. Todos los otros satélites retrógrados están en órbitas lejanas y las fuerzas de marea entre ellos y el planeta son insignificantes.

Se cree que el planeta Venus carece de satélites principalmente porque cualquier hipotético satélite habría sufrido desaceleración hace mucho tiempo, por esa razón también Venus tiene una rotación muy lenta y retrógrada.